# Денежниково (деревня, Раменский район)
Де́нежниково — деревня в Раменском муниципальном районе Московской области. Входит в состав сельского поселения Константиновское. Население — 17 чел. (2010).

## Название
Название связано с некалендарным личным именем Денежник.

## География
Деревня Денежниково расположена в западной части Раменского района, примерно в 14 км к юго-западу от города Раменское. Высота над уровнем моря 132 м. Через деревню протекает река Велинка. В деревне 6 улиц — Лесная, Новая, Приовражная, Приречная, Садовая и Центральная; приписано СНТ Сим-Сим. Ближайший населённый пункт — посёлок Денежниково.

## История
В 1926 году деревня входила в Ильинский сельсовет Салтыковской волости Бронницкого уезда Московской губернии.
С 1929 года — населённый пункт в составе Бронницкого района Коломенского округа Московской области. 3 июня 1959 года Бронницкий район был упразднён, деревня передана в Люберецкий район. С 1960 года в составе Раменского района.
В 1994—2002 годах Денежниково было центром Денежниковского сельского округа, в 2002—2004 входило в Тимонинский сельский округ, а с 2004 и до муниципальной реформы 2006 года деревня входила в состав Константиновского сельского округа Раменского района.

## Население
| 1926 | 2002 | 2010 |
| ---- | ---- | ---- |
| 103  | ↘32  | ↘17  |

В 1926 году в деревне проживало 103 человека (47 мужчин, 56 женщин), насчитывалось 23 хозяйства, из которых 21 было крестьянское. По переписи 2002 года — 32 человека (16 мужчин, 16 женщин).